# Diachrysia virescens
Diachrysia virescens là một loài bướm đêm trong họ Noctuidae.